# Argynnis prasoides
Argynnis prasoides är en fjärilsart som beskrevs av Hans Fruhstorfer 1907. Argynnis prasoides ingår i släktet Argynnis och familjen praktfjärilar. Inga underarter finns listade i Catalogue of Life.